# Deshin Shekpa
Deshin Shekpa, anche Deshin Shegpa (Nyang Dam, 1384 – 1415), è stato un monaco buddhista tibetano, V Gyalwa Karmapa, capo della scuola Kagyu del Buddismo tibetano.
Deshin Shekpa nacque Nyang Dam nel sud del Tibet. Secondo la leggenda, dopo essere nato egli disse: "Io sono il Karmapa. Oṃ Maṇi Padme Hūṃ shri." Deshin Shekpa fu portato da Tsawa Phu che lo riconobbe come la reincarnazione del Karmapa. Deshin viaggiò ampiamente attraverso il Tibet e la Mongolia e insegnò alla gente la dottrina della non violenza.
Dopo aver completato la sua educazione, fu invitato nel 1403 dall'imperatore Zhu Di, l'imperatore Yongle (1402–1424), che aveva avuto una visione di Avalokiteśvara. Egli chiese anche che fossero officiate cerimonie religiose per i suoi genitori defunti.
Dopo un lungo viaggio iniziato nel 1403, Deshin arrivò a Nanchino, allora capitale dell'impero, il 10 aprile 1407 su un elefante, al palazzo imperiale, dove lo salutarono decine di migliaia di monaci. Egli convinse l'imperatore che c'erano diversi rami del Buddismo per diverse persone, ma questo non significava che un ramo fosse migliore dell'altro.
Il Karmapa fu molto bene accolto durante la sua visita nella capitale e sono riferite numerosi accadimenti miracolosi. Egli celebrò anche cerimonie per la famiglia dell'imperatore. L'imperatore gli offrì 700 misure di oggetti d'argento e gli conferì il titolo di "Prezioso Re Religioso, Grande Amabile dell'Occidente, Possente Buddha della Pace". Gli donò inoltre una raffigurazione materiale della famosa ed eterea "Corona Vajra"' che si diceva fosse invisibile a tutti eccetto a quelli con il più puro spirito. Era tessuta in broccato nero e imbottita di gioielli.
A parte le questioni religiose, l'imperatore Cheng Zu desiderava stabilire un'alleanza con il Karmapa simile a quella che gli imperatori Yuan (1277-1367) avevano stabilito con il Sakyapa. L'imperatore Ming apparentemente offrì di mandare eserciti regolari per unificare il Tibet sotto il Karmapa, ma Deshin Shekpa declinò questa offerta piuttosto non buddhista.
Deshin lasciò Nanchino nel 1408. Nel 1410 ritornò a Tsurphu dove fece ricostruire il monastero che era stato gravemente danneggiato da un terremoto.